# 奧格斯堡 (阿肯色州)
奧格斯堡（英語：Augsburg）是位於美國阿肯色州波普縣的一個非建制地區。該地的面積和人口皆未知。

## 地理
奧格斯堡的座標為35°24′52″N 93°14′18″W / 35.41444°N 93.23833°W，而該地的平均海拔高度為195米（即640英尺）。